# Thomas Tuchel
Pour les articles homonymes, voir Tuchel.
Thomas Tuchel (prononcé en allemand : [ˈtoːmas ˈtʊxl̩, – tuː-]), né le 29 août 1973 à Krumbach, en Allemagne, est un footballeur allemand reconverti entraîneur. Il est sélectionneur de l'équipe d'Angleterre depuis le 1er janvier 2025.
Défenseur central dans les années 1990, Tuchel met un terme prématuré à sa carrière de joueur en 1998 à cause d'une blessure chronique. Il commence à entraîner des équipes de jeunes avant de prendre la tête du club de Mayence en 2009. Tout juste promu en Bundesliga, il stabilise le club et le qualifie même en Ligue Europa à deux reprises avant de partir en 2014.
Un an plus tard, il rejoint le Borussia Dortmund. Sous la direction de Tuchel, le BVB s'affirme comme l'un des meilleurs clubs d'Allemagne derrière l'intouchable Bayern Munich. Il remporte la coupe d'Allemagne en 2017 face à ces mêmes Bavarois. Tuchel est cependant licencié à l'issue de sa deuxième saison, malgré le meilleur pourcentage de victoires de l'histoire du club.
Après une année sabbatique, il est recruté par le Paris Saint-Germain à l'été 2018. En 2019-2020, il réalise la meilleure saison de l'histoire du club en remportant les quatre titres nationaux et en disputant la finale de la Ligue des champions. Le club met fin à son contrat fin 2020, à la suite de dissensions avec le directeur sportif.
En janvier 2021, il rejoint le club anglais de Chelsea, avec qui il remporte la Ligue des champions de l'UEFA, la Supercoupe de l'UEFA et la Coupe du monde des clubs de la FIFA. Il quitte le club en septembre 2022 à la suite de dissensions avec ses nouveaux dirigeants.
En mars 2023, il est nommé entraîneur du Bayern Munich. Le 21 février 2024 le Bayern Munich annonce son départ a la fin de la saison 2023-2024.

## Biographie

### Carrière de joueur
Thomas Tuchel naît dans le Sud-Ouest de la Bavière à Krumbach, dans le District de Souabe. Jeune supporter du Borussia Mönchengladbach, il est initialement entraîné par son propre père en équipe de jeunes au TSV Krumbach. Tuchel dispute par la suite huit matches en deuxième division allemande avec les Stuttgarter Kickers au début des années 1990.
Écarté de l'équipe première, il intègre en 1994 le SSV Ulm, club de Regionalliga Sud. Il y reste jusqu'en 1998, date à laquelle il arrête définitivement le football, à 25 ans, à la suite d'une blessure chronique des cartilages du genou.

### Débuts d’entraîneur avec les jeunes (2000-2009)
Très vite, son ancien entraîneur, Ralf Rangnick, l’appelle pour qu’il intègre l'encadrement des équipes de jeunes du VfB Stuttgart en 2000,.
Entraîneur depuis ses 27 ans, l’ancien défenseur a toujours suivi des études, pour se prouver qu’il pouvait « réussir quelque chose en dehors du football ». S’il n’a pas pu aller au bout de ses formations de physiothérapie, de sciences du sport ou en anglais, en raison d’un emploi du temps surchargé, il a tout de même été diplômé en administration des affaires à l'Université d'État coopérative du Bade-Wurtemberg de Stuttgart (de). « Rétrospectivement, je suis sûr que mes études et le diplôme étaient importants dans ma construction personnelle », avoue-t-il en 2009. Il sort major de sa promotion pour le diplôme d’entraîneur.
En 2007, il retourne au FC Augsbourg, club qu'il fréquente pendant sa formation de joueur. Il y travaille comme entraîneur et directeur du centre de développement de l'équipe des moins de 19 ans, où il entraîne notamment Julian Nagelsmann, dont il influence grandement la conception d'entraîneur.

### Révélation avec Mayence (2009-2014)

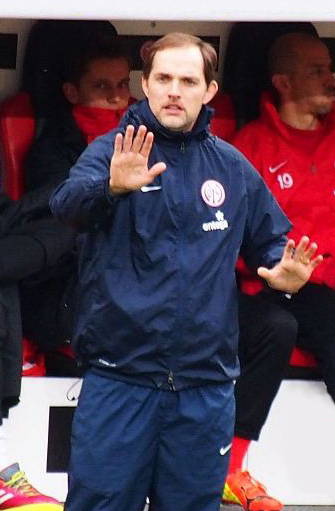
Thomas Tuchel entraîneur de Mayence en 2014.

En 2009, alors qu'il est à la tête des U19 de Mayence, il remporte le Championnat des moins de 19 ans.
Le 3 août 2009, à quelques jours du début de la Bundesliga, Thomas Tuchel est placé entraîneur de l'équipe première, promue en première division, en remplacement de Jørn Andersen. Son équipe commence la saison avec deux matches nuls contre le Bayer Leverkusen et Hanovre 96. Lors de la troisième journée, Tuchel et son équipe se font remarquer avec une victoire de prestige face au Bayern Munich, 2-1 à domicile. Mayence termine dixième lors de cette saison de retour parmi l’élite.
En 2010-2011, Mayence s'offre un départ parfait avec sept victoires lors des sept premières journées. L'équipe de Tuchel égale le record de la meilleure entame détenue par le Bayern Munich (1995) et Kaiserslautern (2001). Durant la trêve hivernale, Tuchel emmène son équipe en stage en Espagne dans l’ancien centre d’entraînement du FC Barcelone et s’inspire du football prôné par Pep Guardiola. Il analyse des heures de vidéo des entraînements dirigés par l’entraîneur espagnol. Mayence obtient une cinquième place à la fin de saison, après une deuxième place à la trêve hivernale. Moins de deux ans après son intronisation, Tuchel permet donc à son club de se qualifier pour le troisième tour préliminaire de Ligue Europa. Durant l'été, il prolonge son contrat jusqu'en 2013.
Lors de la saison 2011-2012, Tuchel et son groupe ne parviennent pas à rééditer l'exploit de la saison précédente. En Ligue Europa, après avoir concédé le match nul à domicile une semaine plus tôt (1-1), l'équipe fait le même résultat en déplacement chez le club roumain de Gaz Metan et s'incline aux tirs au but (1-1, 4 t.a.b. 5). Mayence termine à la 13e place de Bundesliga, huit longueurs devant le barragiste.
La quatrième saison de Tuchel à la tête de Mayence se termine difficilement. Le club gagne son dernier match le 9 mars (1-0 contre Leverkusen), puis enchaîne neuf rencontres d'affilée sans succès. Mayence termine encore une fois à la 13e place, sans trembler pour son maintien.
Un an plus tard, au lendemain de la dernière journée de Bundesliga 2013-2014, Mayence annonce que Tuchel ne souhaite plus entraîner le club, malgré un contrat qui se termine en 2015. Le technicien allemand s'en va en parvenant à nouveau à qualifier Mayence pour le troisième tour de qualification de la Ligue Europa (7e place). Tuchel décide de s'éloigner un peu des terrains et prend une année sabbatique.

### Confirmation au Borussia Dortmund (2015-2017)

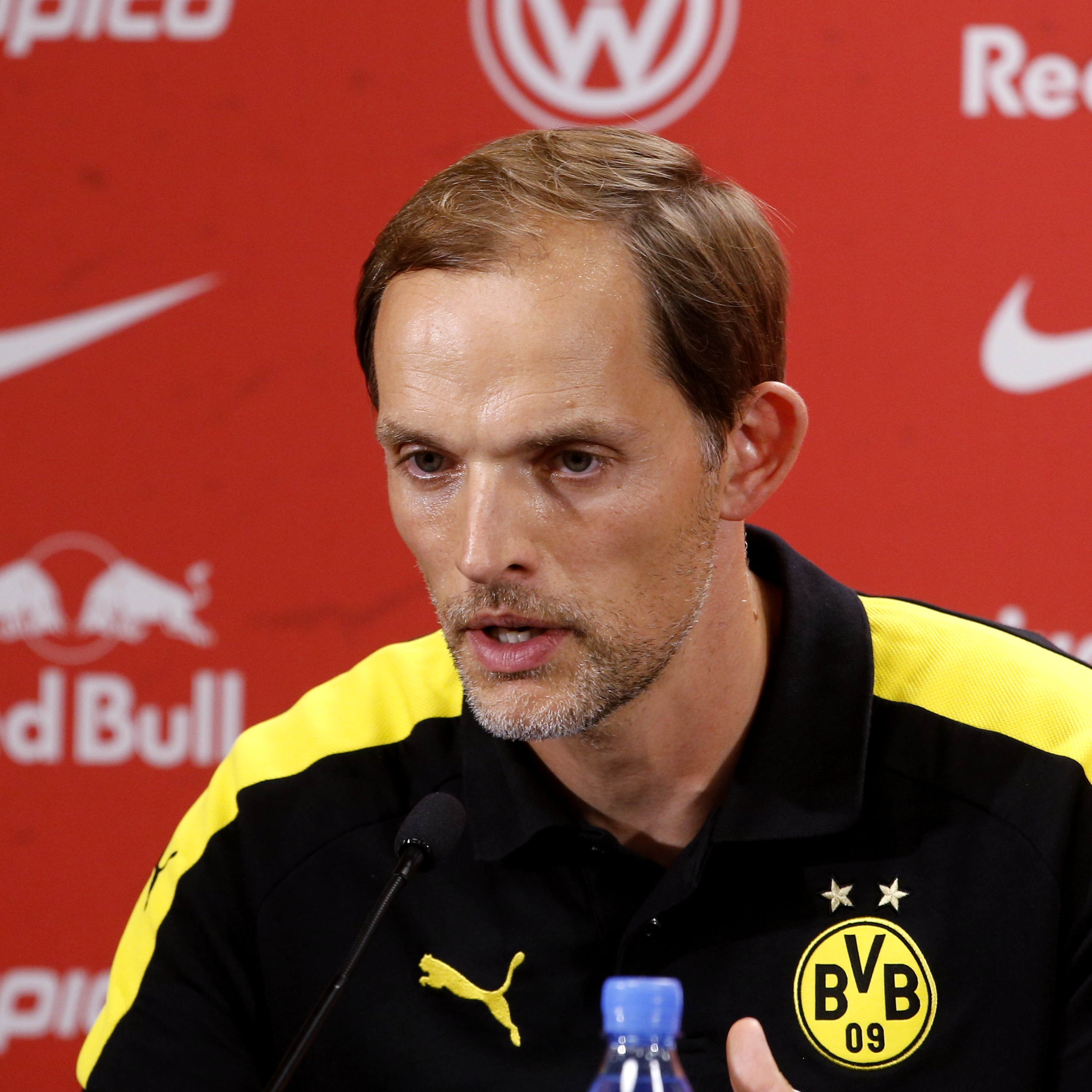
Thomas Tuchel entraîneur du Borussia Dortmund en 2016.

Le 19 avril 2015, le Borussia Dortmund annonce que Thomas Tuchel est le nouvel entraîneur du club pour la saison 2015-2016 où il signe pour un contrat de trois ans. Il est présenté officiellement le 3 juin 2015 et prend ses fonctions le 1er juillet 2015.
En remportant ses onze premiers matchs officiels (dont cinq en Bundesliga), il est l'entraîneur du Borussia qui commence le mieux son mandat. Sa série de victoires s'arrête la sixième journée lors du déplacement à Hoffenheim avec un match nul (1-1). Sa première défaite est subie à Munich (5-1). Son équipe se place deuxième en championnat à la mi-saison 2015-2016. En C3, après avoir éliminé le FC Porto et Tottenham, le Dortmund de Tuchel retrouve le Liverpool de Klopp en quarts de finale de Ligue Europa. Le club allemand concède le match nul à l'aller à domicile (1-1). Le match retour à Anfield est perdu (4-3), Tuchel est éliminé de la compétition par celui qu'il remplace à Dortmund. La première saison de Tuchel à Dortmund est réussie, mais il tombe sur un Bayern Munich qui le prive de titre. D'abord en Bundesliga, où le Borussia termine deuxième – à dix longueurs des Bavarois – avec le record de points pour un dauphin (78). Puis, en finale de coupe d'Allemagne, remportée par le Bayern au bout du suspense (0-0, 3 t.a.b. 4). Au terme de sa première année de mandat, il est nommé meilleur entraîneur de l'année en championnat.
Pour sa première en Ligue des champions, Tuchel tombe dans le groupe du Real Madrid. Après avoir accroché le tenant du titre à domicile (2-2), Dortmund arrache le match nul au Santiago-Bernabéu (2-2). Déjà en conflit avec plusieurs joueurs et dirigeants du club, l’attentat du bus avant le quart de finale aller de Ligue des champions face à Monaco, et le fait que les dirigeants aient accepté de rejouer le match le lendemain, alors que Tuchel s’y était fermement opposé, scellent définitivement l’avenir du technicien bavarois dans la Ruhr. Le club remporte la Coupe d'Allemagne, son premier trophée en tant qu'entraîneur. Le 30 mai 2017, il est licencié de son poste d'entraîneur du Borussia Dortmund, malgré un pourcentage de victoire de 63 % ce qui fait de lui le meilleur entraîneur de l'histoire du Borussia Dortmund, pour cause de différends irréconciliables avec sa direction.
Durant sa saison 2017-2018 sans poste, il est annoncé dans plusieurs grands clubs tels que Arsenal, Chelsea ou le Bayern Munich.

### Paris Saint-Germain (2018-2020)

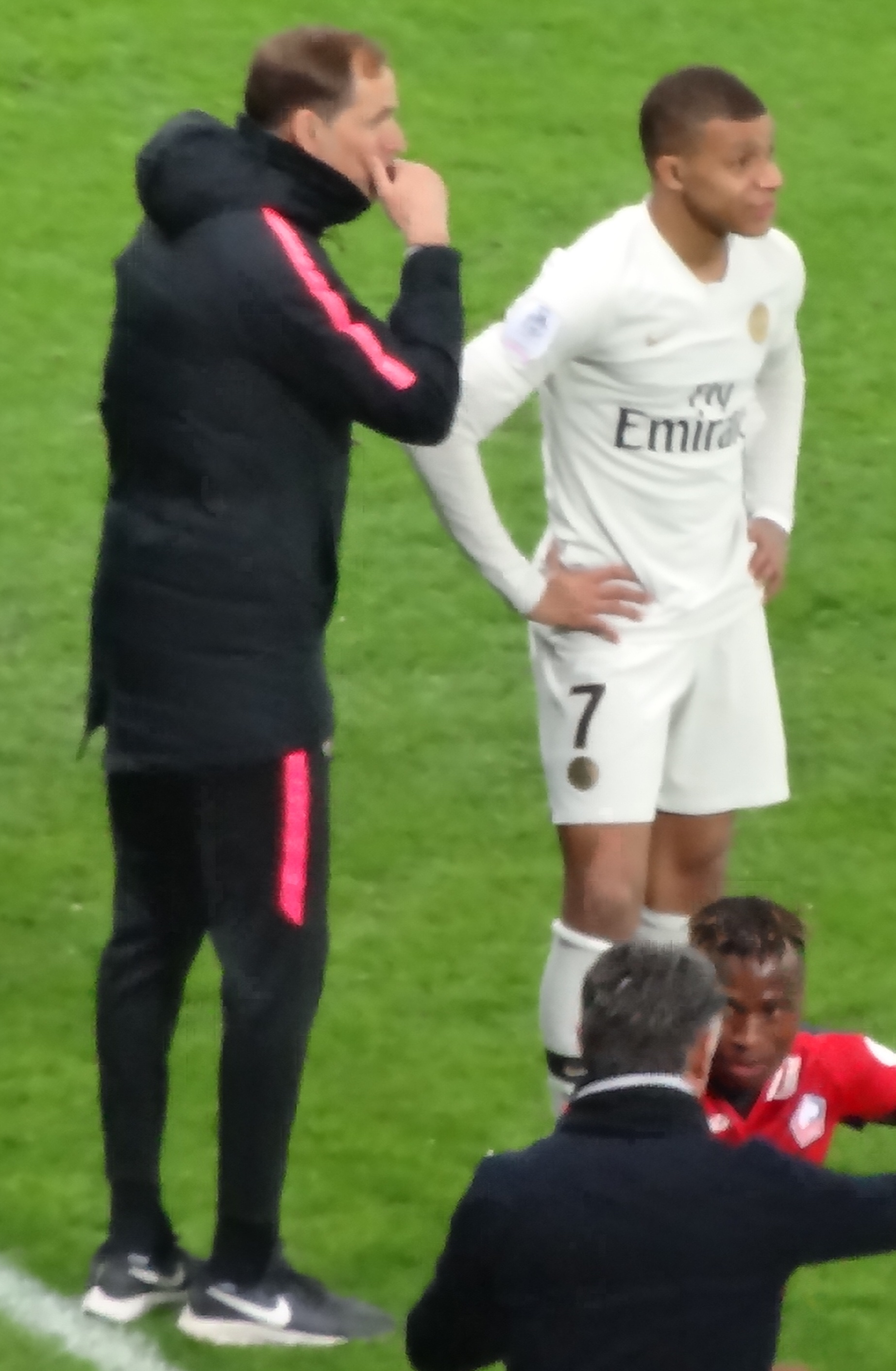
Tuchel sur le banc du PSG donnant des consignes à Kylian Mbappé en 2019.

Le 14 mai 2018, le Paris Saint-Germain annonce l'arrivée de Thomas Tuchel comme entraîneur en remplacement d'Unaï Emery, en fin de contrat. En acceptant son poste au PSG, il devient le sixième entraîneur allemand à évoluer en Ligue 1 et le premier au club parisien. Après avoir remporté son premier trophée sous les couleurs parisiennes lors du Trophée des champions contre l'AS Monaco (4-0), les joueurs de Thomas Tuchel enchaînent une série de quatorze victoires consécutives en championnat prenant seuls la tête de la Ligue 1. En Ligue des Champions, le club de la capitale termine premier de son groupe devant Liverpool et Naples. Malgré une victoire à l'extérieur 0-2 contre Manchester United en huitième de finale aller, le PSG s'incline 1-3 au match retour, à la surprise générale provoquant son élimination prématurée. Ce nouvel échec en coupe d'Europe suscite beaucoup de critiques et précipite la fin de saison chaotique du club parisien. Privé de Neymar blessé, le PSG ne gagne que deux matchs lors des neuf dernières journées mais remporte toutefois le championnat avec 91 points devant Lille (75 points). En finale de la Coupe de France, Paris s'incline aux tirs au but contre Rennes (2-2, 6-5 t.a.b) après avoir mené 2-0 et laisse échapper les deux coupes nationales, fait inédit depuis 2013. Malgré cette fin de saison difficile, le contrat de Thomas Tuchel est prolongé jusqu'en 2021.

#### 4 titres et une finale de Ligue des champions
La saison 2019-2020, marquée par la pandémie de Covid-19 et par conséquent l’arrêt du Championnat de France, est néanmoins prolifique pour le Paris Saint-Germain. En effet, après avoir remporté le Championnat, Tuchel et son équipe s’offrent la Coupe de France et la Coupe de la Ligue française. Côté européen, après s’être sorti des phases de poules de la Ligue des champions de l'UEFA, et malgré une défaite 2 buts à 1 face au BV 09 Borussia Dortmund au match aller des huitièmes de finale de la compétition, le PSG se qualifie pour les quarts au match retour. En quart de finale à Lisbonne en août, le PSG se retrouve face à l’Atalanta Bergame et l'emporte en toute fin après des buts de Marquinhos et de Eric Maxim Choupo-Moting (2-1). Le 18 août 2020, le PSG se confronte au RB Leipzig en demi-finale. Avec trois buts de Marquinhos, Ángel Di María et Juan Bernat, Thomas Tuchel et le PSG s’imposent et accèdent à la finale de la Ligue des champions de l'UEFA pour la première fois de leur histoire. Le club de la capitale s'incline finalement 1-0 face au Bayern Munich.

#### Limogé avant le terme de son contrat
Début octobre 2020, la situation se tend au PSG pour Thomas Tuchel qui demande publiquement des renforts et critique la gestion du mercato de la part de ses dirigeants : « On perd trop de joueurs libres. Ça a commencé avec Adrien Rabiot, grand joueur. Ça peut continuer avec Julian Draxler, Angel Di Maria, Juan Bernat (dont les contrats s'achèvent en 2021) et c’est le pire pour tous les clubs de ne pas avoir d’argent pour réinvestir, et c’est trop pour le PSG, pour le statut qu’on veut avoir en Europe ». Le directeur sportif, Leonardo, lui répond sèchement par médias interposés : « On n'a pas aimé sa déclaration. Le club n'a pas aimé, et personnellement, je n'ai pas aimé. (...) Après, on va voir en interne comment on fait. Mais c'est très clair. (...) L'important, c'est que pour rester dans ce club, on doit être content ». Le 23 décembre 2020, à l'issue du match contre Strasbourg remporté 4-0, la direction du PSG annonce à Thomas Tuchel sa décision de mettre fin à son contrat d'entraîneur, six mois avant son terme,,. Après un accord des deux parties, sur une indemnité entre 7 et 8 millions d'euros, le limogeage est officialisé le 29 décembre. Mauricio Pochettino lui succède quelques jours plus tard.

### Rebond victorieux à Chelsea (2021-2022)
Le 26 janvier 2021, Chelsea annonce l’embauche de Thomas Tuchel pour une durée de 18 mois en remplacement de l'entraineur Frank Lampard, limogé, faute de résultats. Au moment de son arrivée, Chelsea est classée 9e du championnat anglais, avec seulement 8 victoires en 19 matchs. Immédiatement, il opère un changement tactique en mettant en place un système à trois défenseurs et réinstalle dans le onze plusieurs joueurs expérimentés tels que César Azpilicueta ou encore Antonio Rüdiger. Son premier match à la tête des Blues a lieu le 27 janvier 2021 et se solde par un match nul et vierge contre Wolverhampton Wanderers. Très vite, les résultats positifs s'enchainent et le club réalise notamment deux performances de très grande qualité en Ligue des champions qui lui permet d'éliminer l'Atlético de Madrid au stade des huitièmes de finale. Il s'agit du premier succès de Chelsea à ce stade de la compétition depuis 2014. En Premier League aussi, les performances s'améliorent et en quelques mois, Tuchel réussit un redressement spectaculaire de l'équipe, le club se retrouvant classé 3e lors de la 35e journée de championnat, synonyme de qualification en Ligue des champions. Le 17 avril, Tuchel qualifie Chelsea pour la finale de la FA Cup grâce à un succès probant contre Manchester City.
Le 5 mai 2021, Tuchel réussi à emmener son équipe pour la finale de la Ligue des champions aux dépens du Real Madrid, grâce à un match nul 1-1 en Espagne, suivi d'une impressionnante victoire 2-0 à Stamford Bridge. Il devient alors le premier entraineur de l'histoire du football à atteindre deux fois de suite la finale de la Ligue des champions avec deux clubs différents. Le soir de la qualification, il déclare à la presse en français : « J'ai trouvé un club très fort, totalement concentré sur le fait de gagner. La mentalité est très forte dans le centre d'entraînement. Il y a beaucoup de soutien à mon égard. Et la Premier League, c'est extraordinaire. Ça ne donne pas la possibilité de récupérer. On doit toujours être à 100%, et ça fait quelque chose sur la mentalité du club et des joueurs. C'est incroyable et c'est un plaisir d'être entraîneur ici. » Le 15 mai 2021, Chelsea perd la première de ses deux finales du mois de mai en s'inclinant 1-0 contre Leicester, à Wembley en finale de la Cup.
Toutefois, le 29 mai 2021, Tuchel et Chelsea gagnent la Ligue des Champions lors de la finale au stade du dragon à Porto en battant 1 à 0 le Manchester City de Pep Guardiola. À la suite de cette victoire, il prolonge son contrat avec les Blues pour deux saisons supplémentaires.

Le 11 août 2021, il remporte son deuxième trophée avec les Blues en soulevant la Supercoupe de l'UEFA après une victoire aux tirs au but contre Villarreal et quelques semaines plus tard, il est sacré meilleur entraineur de l'année UEFA. Le 17 janvier 2022 il est élu entraîneur de l'année The Best FIFA Football Awards.

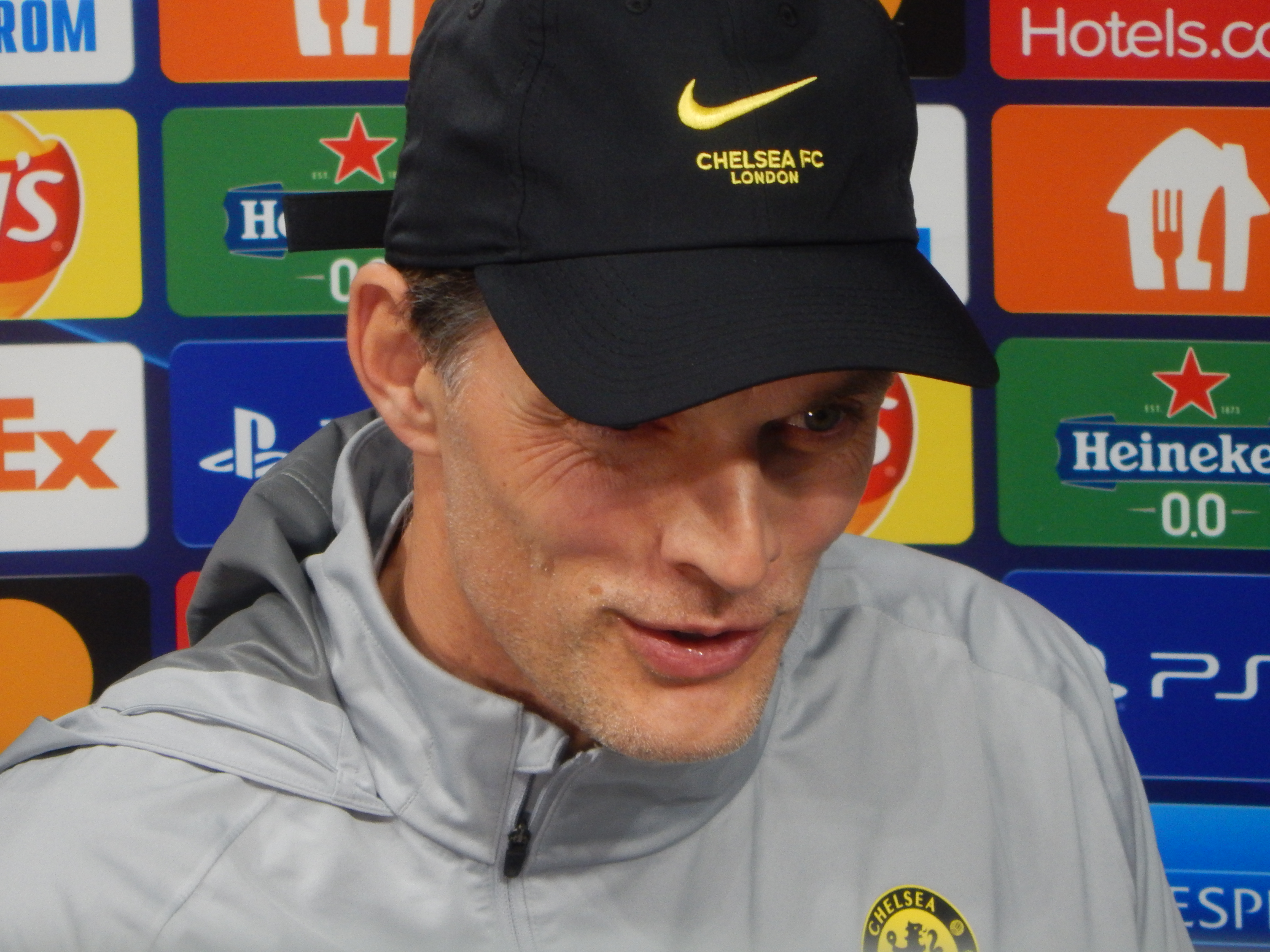
Tuchel en conférence de presse avec Chelsea avant un match de Ligue des champions en décembre 2021.

Il est testé positif au COVID-19 le 5 février 2022 et ne peut rejoindre immédiatement son équipe en déplacement à Abou Dabi pour y disputer la Coupe du monde des clubs. Il rejoint toutefois son équipe juste à temps pour la finale face aux brésiliens de Palmeiras que Chelsea remporte 2-1 après prolongations. Tuchel gagne ainsi son troisième trophée depuis son arrivée à Londres et devient ainsi le premier entraineur à remporter le mondial des clubs avec les Blues.
Quelques jours plus tard, Chelsea s'incline en finale de la League Cup contre Liverpool aux tirs au but.
En mars 2022, Chelsea est mis en vente après que des sanctions contre le propriétaire du club, Roman Abramovitch aient été décidées à la suite de la guerre en Ukraine. Tuchel est toutefois catégorique quant à sa volonté de poursuivre l'aventure avec Chelsea.
La fin de saison est toutefois un peu plus compliquée pour le club, perturbé par les sanctions qui le frappent. Chelsea perd ainsi son titre en Ligue des champions, en perdant, avec les honneurs, 4-5 sur l'ensemble des deux matchs contre le Real Madrid en quart de finale.
Le club atteint également sa troisième finale de FA Cup consécutive mais échoue une nouvelle fois aux tirs au but contre Liverpool. A l'occasion du dernier match de la saison, les supporters de Chelsea déploient dans les tribunes un tifo en hommage à Tuchel.
Le 7 septembre 2022, à la suite de tensions internes survenues avec les nouveaux propriétaires du club après une défaite en ligue de champions faisant suite à un début de saison mitigé (3 défaites, 1 nul en 6 matchs), Chelsea le licencie.
Bien que la fin de l'ère Tuchel à Chelsea se soit soldée de manière brutale, il part sur un très bon bilan. Arrivé en cours de la saison 2020-21, il aura remis une équipe de Chelsea relativement faible sur pied et aura réalisé un exploit historique avec une quatrième place en championnat et une victoire inattendue en Ligue des Champions. Bien que la saison suivante ait été ponctuée par des affaires extra-sportives comme la dispute avec Lukaku ou le rachat du club, il aura réussi à garder le cap et à terminer dans le top 3, épatant le monde de par son côté tactique comme par exemple le soir du match retour face au Real Madrid (3-2) où il innove avec un système qui a failli venir à bout des hommes de Carlo Ancelotti malgré une défaite cuisante à l'aller (3-1).

### Bayern Munich (2023-2024)
Le 24 mars 2023, il succède à Julian Nagelsmann et devient l'entraîneur du Bayern Munich. Le premier avril, il y effectue son premier match en tant qu'entraîneur en affrontant le Borussia Dortmund, il remporte ce match décisif pour la course au titre (4-2).
Malgré le fait que son Bayern Munich soit deuxième à une journée de la fin, derrière le Borussia, il remporte le Championnat d'Allemagne grâce à un succès des siens sur la pelouse du 1. FC Cologne (2-1), et un match nul du Borussia face à 1. FSV Mayence 05 (2-2).
Le 21 février 2024, Thomas Tuchel annonce son départ du Bayern Munich à la fin de la saison 2023-2024,,.

### Équipe d'Angleterre (2025-)
Le 16 octobre 2024, Thomas Tuchel est nommé sélectionneur de l'équipe d'Angleterre,,. Il succède à Gareth Southgate et prend ses fonctions le 1er janvier 2025,.

## Style de jeu, caractère affirmé et diététique
Tacticien, Tuchel fait constamment évoluer le système de son équipe pour qu’elle s’adapte à son adversaire. 4-1-4-1, 4-3-3, 4-2-3-1, 3-4-2-1, 3-5-2 ou 4-4-2, le Borussia Dortmund joue dans tous les systèmes possibles durant l’ère Tuchel. S’inspirant de Pep Guardiola et grand friand de la possession, Tuchel est un adepte des coups tactiques. « Il nous arrivait parfois de modifier notre système trois ou quatre fois dans le même match », explique André Schürrle, qui l'a côtoyé à Mayence et au BvB. Sa philosophie du football est similaire à celle de son confrère espagnol. Il prône un jeu de possession et surtout un pressing accru dès la perte du ballon pour le récupérer au plus vite.
Encore rare dans le sport professionnel, Tuchel donne une très forte importance à l'alimentation. Lors de son arrivée à Dortmund, il impose à ses joueurs de ne plus manger « de sucre, de blé ou de céréales », expliquait Ilkay Gündogan en 2016. Tous les joueurs, mais aussi une grande partie du club sont soumis à la bien-nommée « diète-Tuchel », en même temps qu’ils reçoivent des cours sur les bienfaits des omega 3 et de l’alimentation. Le milieu allemand Gündogan perd quatre kilos les premiers mois de l’arrivée de Tuchel, et ses performances sont remarquées. De nombreux observateurs reconnaissent l’importance du facteur alimentation dans le niveau de jeu pratiqué par le BvB, et notamment pour les conditions physiques des joueurs.
Entraîneur passionné et perfectionniste, l’ancien entraîneur de Mayence possède un caractère affirmé. Son départ de Dortmund est le résultat des relations tendues qu’il entretient avec les dirigeants Borussens. Tuchel entretient aussi de mauvaises relations avec certains cadres du vestiaire, comme Nuri Şahin, Marcel Schmelzer ou Mats Hummels, mésententes qui sont une cause importante dans son licenciement à Dortmund.

## Statistiques
Mis à jour le 6 mars 2024.
| Saison                       | Club                         | Championnat                  | Championnat | Championnat | Championnat | Championnat | Coupes nationales | Coupes nationales | Coupes nationales | Coupes nationales | Coupes nationales | Coupes continentales | Coupes continentales | Coupes continentales | Coupes continentales | Coupes continentales | Supercoupes | Supercoupes | Supercoupes | Supercoupes | Supercoupes | Total | Total | Total | Total | % vic.  | Trophées |
| Saison                       | Club                         | Division                     | M           | V           | N           | D           | Nom               | M                 | V                 | N                 | D                 | Nom                  | M                    | V                    | N                    | D                    | Nom         | M           | V           | N           | D           | M     | V     | N     | D     | -       | -        |
| ---------------------------- | ---------------------------- | ---------------------------- | ----------- | ----------- | ----------- | ----------- | ----------------- | ----------------- | ----------------- | ----------------- | ----------------- | -------------------- | -------------------- | -------------------- | -------------------- | -------------------- | ----------- | ----------- | ----------- | ----------- | ----------- | ----- | ----- | ----- | ----- | ------- | -------- |
| 2007-2008                    | FC Augsbourg II              | Landesliga                   | 34          | 20          | 8           | 6           | -                 | -                 | -                 | -                 | -                 | -                    | -                    | -                    | -                    | -                    | -           | -           | -           | -           | -           | 34    | 20    | 8     | 6     | 58,82 % | 0        |
| 2008-2009                    | FSV Mayence 05 II            | Regionalliga                 | 34          | 15          | 7           | 12          | -                 | -                 | -                 | -                 | -                 | -                    | -                    | -                    | -                    | -                    | -           | -           | -           | -           | -           | 34    | 15    | 7     | 12    | 44,12 % | 1        |
| 2009-2010                    | 1. FSV Mayence 05            | Bundesliga                   | 34          | 12          | 11          | 11          | DFB-Pokal         | 1                 | 0                 | 0                 | 1                 | -                    | -                    | -                    | -                    | -                    | -           | -           | -           | -           | -           | 35    | 12    | 11    | 12    | 34,29 % | 0        |
| 2010-2011                    | 1. FSV Mayence 05            | Bundesliga                   | 34          | 18          | 4           | 12          | DFB-Pokal         | 2                 | 1                 | 0                 | 1                 | -                    | -                    | -                    | -                    | -                    | -           | -           | -           | -           | -           | 36    | 19    | 4     | 13    | 52,78 % | 0        |
| 2011-2012                    | 1. FSV Mayence 05            | Bundesliga                   | 34          | 9           | 12          | 13          | DFB-Pokal         | 3                 | 2                 | 0                 | 1                 | C3                   | 2                    | 0                    | 1                    | 1                    | -           | -           | -           | -           | -           | 39    | 11    | 13    | 15    | 28,21 % | 0        |
| 2012-2013                    | 1. FSV Mayence 05            | Bundesliga                   | 34          | 10          | 12          | 12          | DFB-Pokal         | 4                 | 3                 | 0                 | 1                 | -                    | -                    | -                    | -                    | -                    | -           | -           | -           | -           | -           | 38    | 13    | 12    | 13    | 34,21 % | 0        |
| 2013-2014                    | 1. FSV Mayence 05            | Bundesliga                   | 34          | 16          | 5           | 13          | DFB-Pokal         | 2                 | 1                 | 0                 | 1                 | -                    | -                    | -                    | -                    | -                    | -           | -           | -           | -           | -           | 36    | 17    | 5     | 14    | 47,22 % | 0        |
| Sous-total FSV Mayence       | Sous-total FSV Mayence       | Sous-total FSV Mayence       | 170         | 65          | 44          | 61          | -                 | 12                | 7                 | 0                 | 5                 | -                    | 2                    | 0                    | 1                    | 1                    | -           | 0           | 0           | 0           | 0           | 184   | 72    | 45    | 67    | 39,13%  | 0        |
| 2015-2016                    | Borussia Dortmund            | Bundesliga                   | 34          | 24          | 6           | 4           | DFB-Pokal         | 6                 | 5                 | 0                 | 1                 | C3                   | 16                   | 11                   | 2                    | 3                    | -           | -           | -           | -           | -           | 56    | 40    | 8     | 8     | 71,43 % | 0        |
| 2016-2017                    | Borussia Dortmund            | Bundesliga                   | 34          | 18          | 10          | 8           | DFB-Pokal         | 6                 | 4                 | 2                 | 0                 | C1                   | 10                   | 5                    | 2                    | 3                    | DFL         | 1           | 0           | 1           | 0           | 50    | 26    | 14    | 10    | 52 %    | 1        |
| Sous-total Borussia Dortmund | Sous-total Borussia Dortmund | Sous-total Borussia Dortmund | 68          | 42          | 16          | 10          | -                 | 12                | 9                 | 2                 | 1                 | -                    | 26                   | 16                   | 4                    | 6                    | -           | 1           | 0           | 0           | 1           | 107   | 67    | 22    | 18    | 63,21%  | 1        |
| 2018-2019                    | Paris SG                     | Ligue 1                      | 38          | 29          | 4           | 5           | CDF + CDL         | 8                 | 6                 | 1                 | 1                 | C1                   | 8                    | 4                    | 2                    | 2                    | TC          | 1           | 1           | 0           | 0           | 55    | 40    | 7     | 8     | 72,72 % | 2        |
| 2019-2020                    | Paris SG                     | Ligue 1                      | 27          | 22          | 2           | 3           | CDF + CDL         | 10                | 9                 | 1                 | 0                 | C1                   | 11                   | 8                    | 1                    | 2                    | TC          | 1           | 1           | 0           | 0           | 49    | 40    | 4     | 5     | 81,63 % | 4        |
| 2020-2021                    | Paris SG                     | Ligue 1                      | 17          | 11          | 2           | 4           | CDF               | -                 | -                 | -                 | -                 | C1                   | 6                    | 4                    | 0                    | 2                    | TC          | -           | -           | -           | -           | 23    | 15    | 2     | 6     | 65,22 % | 0        |
| Sous-total Paris SG          | Sous-total Paris SG          | Sous-total Paris SG          | 82          | 62          | 8           | 12          | -                 | 18                | 15                | 2                 | 1                 | -                    | 25                   | 16                   | 3                    | 6                    | -           | 2           | 2           | 0           | 0           | 127   | 95    | 13    | 19    | 74,80 % | 6        |
| 2020-2021                    | Chelsea FC                   | Premier League               | 19          | 11          | 5           | 3           | FA                | 4                 | 3                 | 0                 | 1                 | C1                   | 7                    | 5                    | 1                    | 1                    | -           | -           | -           | -           | -           | 30    | 19    | 6     | 5     | 63,33 % | 1        |
| 2021-2022                    | Chelsea FC                   | Premier League               | 38          | 21          | 11          | 6           | FA + EFL          | 6+6               | 5+3               | 1+3               | 0+0               | C1                   | 10                   | 7                    | 1                    | 2                    | UEFA + FIFA | 1+1         | 0+1         | 1+0         | 0           | 62    | 37    | 17    | 8     | 59,67 % | 2        |
| 2022-2023                    | Chelsea FC                   | Premier League               | 6           | 3           | 1           | 2           | -                 | -                 | -                 | -                 | -                 | C1                   | 1                    | 0                    | 0                    | 1                    | -           | -           | -           | -           | -           | 7     | 3     | 1     | 3     | 42,85 % | 0        |
| Sous-total Chelsea FC        | Sous-total Chelsea FC        | Sous-total Chelsea FC        | 63          | 35          | 17          | 11          | -                 | 16                | 11                | 4                 | 1                 | -                    | 18                   | 12                   | 2                    | 4                    | -           | 2           | 1           | 1           | 0           | 99    | 59    | 24    | 16    | 59,59 % | 3        |
| 2022-2023                    | Bayern Munich                | Bundesliga                   | 9           | 6           | 1           | 2           | DFB-Pokal         | 1                 | 0                 | 0                 | 1                 | C1                   | 2                    | 0                    | 1                    | 1                    | -           | -           | -           | -           | -           | 12    | 6     | 2     | 4     | 50,00%  | 1        |
| 2023-2024                    | Bayern Munich                | Bundesliga                   | 24          | 17          | 3           | 4           | DFB-Pokal         | 2                 | 1                 | 0                 | 1                 | C1                   | 8                    | 6                    | 1                    | 1                    | DFL         | 1           | 0           | 0           | 1           | 35    | 24    | 4     | 7     | 68,57%  | 0        |
| Sous-total Bayern Munich     | Sous-total Bayern Munich     | Sous-total Bayern Munich     | 33          | 23          | 4           | 6           | -                 | 3                 | 1                 | 0                 | 2                 | -                    | 10                   | 6                    | 2                    | 2                    | -           | 1           | 0           | 0           | 1           | 47    | 30    | 6     | 11    | 63,82 % | 1        |
| Total carrière               | Total carrière               | Total carrière               | 484         | 262         | 104         | 118         | -                 | 61                | 43                | 8                 | 10                | -                    | 81                   | 50                   | 12                   | 19                   | -           | 6           | 3           | 1           | 2           | 632   | 358   | 125   | 149   | 56,64 % | 11       |

## Palmarès

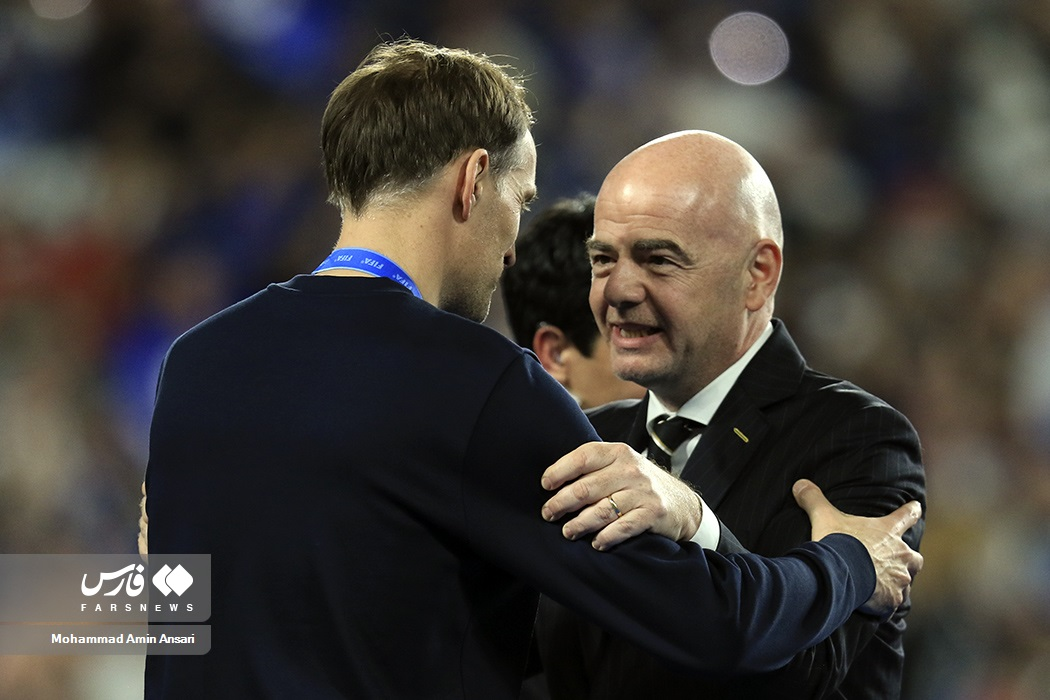
Tuchel lors de la remise des médailles au mondial des clubs en 2022.

Thomas Tuchel dispute la première finale majeure de sa carrière en 2016 avec Dortmund lors de la finale de la Coupe d'Allemagne 2016 mais s'incline aux tirs au but face au Bayern Munich. La saison suivante, il atteint une nouvelle fois la finale de cette compétition et parvient à soulever son premier titre majeur après un succès 2-1 contre Francfort.
Une fois à la tête de l'effectif du Paris Saint-Germain, Tuchel et son équipe règne sur la France avec le titre de champion 2018-2019 ainsi qu'une défaite en finale de la Coupe de France. En 2019-2020, le PSG de Tuchel réalise le quadruplé national Trophée des champions-Coupe-Coupe de la Ligue-Ligue 1 et perd en finale de la Ligue des champions, la première du club parisien. Au total, il remporte six trophées dans la capital française.
En Angleterre, il donne une nouvelle dimension à son palmarès en remportant la Ligue des champions 2020-2021 avec Chelsea face au Manchester City de Guardiola. En août 2021, il soulève la Supercoupe de l'UEFA et en février 2022, il remporte la Coupe du monde des clubs.
| Compétitions continentales | Championnats nationaux | Compétitions nationales |
| --- | --- | --- |
| - Ligue des champions (1) - Vainqueur : 2021 - Finaliste : 2020 - Supercoupe de l'UEFA (1) - Vainqueur : 2021 - Coupe du monde des clubs de la FIFA (1) - Vainqueur : 2021 | - Championnat de France (2) - Champion : 2019 et 2020 - Championnat d’Allemagne (1) - Champion : 2023 - Vice-champion : 2016 | - Coupe d'Allemagne (1) - Vainqueur : 2017 - Finaliste : 2016 - Supercoupe d’Allemagne - Finaliste : 2016, 2017 et 2023 - Coupe de France (1) - Vainqueur : 2020 - Finaliste : 2019 - Coupe de la Ligue (1) - Vainqueur : 2020 - Trophée des champions (2) - Vainqueur : 2018 et 2019 - Coupe d'Angleterre - Finaliste : 2021 |

### Distinctions
- Meilleur entraîneur de Bundesliga en 2016
- Meilleur entraîneur de Ligue 1 en 2019
- Entraîneur allemand de l'année en 2021
- Meilleur entraîneur de l'année UEFA en 2021

### Records
- Il est le premier entraîneur de l’histoire à atteindre deux saisons de suite la finale de la Ligue des champions avec deux clubs différents. Il perd la première avec le Paris Saint-Germain face au Bayern Munich lors de la saison 2019-2020, puis remporte la seconde lors de la saison 2020-2021 avec Chelsea face à Manchester City.

- Il est le premier entraîneur limogé en cours de saison qui est parvenu à remporter la Ligue des Champions au cours de la même saison, avec un autre club, en l’occurrence avec Chelsea.